# Massacre de Ponce

Drapeau du Parti nationaliste portoricain.

Le massacre de Ponce eut lieu dans la ville du même nom, à Porto Rico, lorsqu'une marche pacifique organisée le 21 mars 1937 (dimanche des Rameaux) se transforma en tuerie, faisant 21 morts, dont 2 policiers, et plus de 200 blessés. Cette marche avait été organisée par le Parti nationaliste de Porto Rico pour commémorer l'abolition de l'esclavage à Porto-Rico en 1873 et protester contre l'incarcération de son dirigeant Pedro Albizu Campos (en). 
La responsabilité en incombe nettement au gouverneur de Porto Rico Blanton Winship (en), qui a été démis de ses fonctions par le président Franklin Roosevelt en 1939. Personne n'a cependant été poursuivi pour le massacre, qui a eu un impact important dans la mémoire et la culture de Porto Rico.

## Chronologie
Les organisateurs avaient obtenu de la municipalité de Ponce une autorisation pour manifester pacifiquement. Quand il l'apprit, le gouverneur de Porto Rico, le général Blanton Winship (en), demanda le retrait de cette autorisation. Elle fut retirée une heure avant le début du défilé.

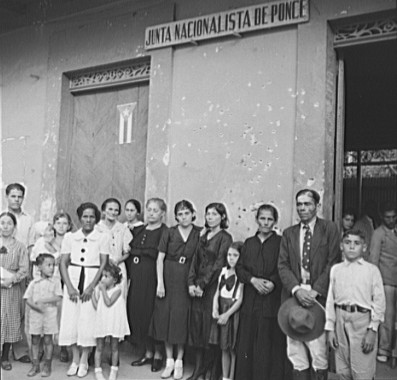
Familles de victimes.
Remarquer les impacts de balles sur le mur.

D'importantes forces de police se rassemblèrent. Elles étaient armées de fusils, mitraillettes Thompson et gaz lacrymogènes.
Les manifestants se mirent en marche au son de l'hymne national, La Borinqueña. La fusillade qui s'ensuivit dura une quinzaine de minutes et fit environ vingt morts et plus d'une centaine de blessés. Certaines des victimes étaient de simples passants, d'autres furent tuées en essayant de se réfugier chez elles. Cent cinquante manifestants furent arrêtés.
Les enquêtes qui suivirent ne permirent pas de déterminer ce qui s'était réellement passé, ni qui avait pris l'initiative d'une répression aussi féroce.
Il existe un musée consacré à ces événements, « La Casa de la Masacre de Ponce », situé à proximité immédiate du lieu du massacre.